# Tío Arthur
Tío Arthur es personaje de ficción de la popular serie estadounidense de los años 60 de Bewitched, interpretado por Paul Lynde (1965-1971).

## Descripción
El tío Arthur es el hermano menor de Endora y el tío favorito de Samantha. Se caracteriza por ser muy bromista, desde chistes fáciles hasta chistes de mal gusto. En la sexta temporada cada vez que aparecía se rompían los espejos de la casa de los Stephens. Fue incorporado en el capítulo 5 de la segunda temporada en 1966 luego de que Paul Lynde apareciera en el capítulo 26 de la primera temporada. Después de dicho capítulo Elizabeth Montgomery pidió a los productores de la serie incorporar a Paul Lynde a la misma, debido a la buena química que había entre ambos en la pantalla. Cuando Dick York sale de la serie en la quinta temporada este personaje junto con el de Serena se hacen más recurrentes. En la octava temporada, junto con los Kravitz, no aparecen en ningún capítulo y los productores no dan una explicación al respecto.
- Datos: Q9090851